# Francis Daw Tang
Francis Daw Tang (* 19. Dezember 1946 in Maw Gun) ist ein myanmarischer Geistlicher und emeritierter römisch-katholischer Bischof von Myitkyina.

## Leben
Francis Daw Tang empfing am 15. März 1979 die Priesterweihe.
Papst Johannes Paul II. ernannte ihn am 15. Januar 2002 zum Weihbischof in Myitkyina und Titularbischof von Maturba. Die Bischofsweihe spendete ihm der Apostolische Nuntius in Thailand, Singapur und Kambodscha und Apostolische Delegat in Myanmar, Laos, Brunei Darussalam und Malaysia, Erzbischof Adriano Bernardini, am 11. April desselben Jahres; Mitkonsekratoren waren Paul Zingtung Grawng, Bischof von Myitkyina, und Charles Maung Bo SDB, Bischof von Pathein.
Am 3. Dezember 2004 wurde er zum Bischof von Myitkyina ernannt und am 6. Februar des nächsten Jahres in das Amt eingeführt. Papst Franziskus nahm am 18. November 2020 das von Francis Daw Tang vorgebrachte Rücktrittsgesuch an.